# Estação Oktiabrskaia (metro de Moscovo, linha Kalujsko-Rijskaia)
Oktiabrskaia (em russo:  Октябрьская) é uma das estações da linha Kalujsko-Rijskaia (Linha 6) do Metro de Moscovo, na Rússia. Estação «Oktiabrskaia» está localizada entre as estações «Chabolovskaia» e «Tretiakovskaia».